# Robert Jacquinot

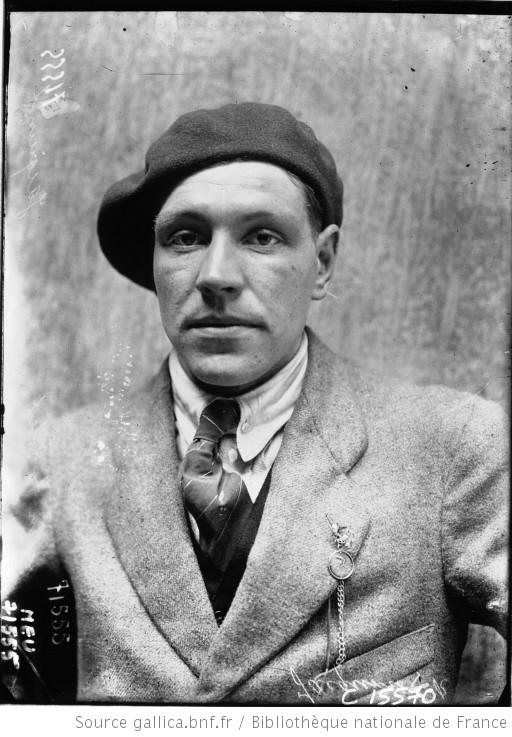
Robert Jacquinot (1919)

Robert Jacquinot (* 31. Dezember 1893 in Aubervilliers; † 17. Juni 1980 in Bobigny) war ein französischer Radrennfahrer.

## Sportliche Laufbahn
Als Amateur gewann er einige Eintagesrennen, so Paris–Laon, Toulon–Nizza und Paris–Orléans 1913 sowie Paris–Nancy 1914. 1914 wurde er Unabhängiger, 1921 Berufsfahrer im Radsportteam La Sportive. 
Seine wichtigsten Erfolge waren die Etappensiege in der Tour de France 1922 und 1923. Weitere Siege holte er 1921 im Rennen Paris–Soissons, 1922 im Circuit de Champagne und 1923 im Rennen Paris–Saint-Étienne. 1924 wurde er Zweiter bei Paris–Angers und 1922 Dritter bei Paris–Tours. Jacquinot startete siebenmal in der Tour de France, kam jedoch nur 1923 (25. Platz) bis ins Ziel der Rundfahrt. Insgesamt trug er das Gelbe Trikot an vier Tagen. 1927 trat er vom Radsport zurück.